# Piano dei carichi idrostatici
Il piano dei carichi idrostatici è il luogo dei punti a pressione nulla. Questo termine si riferisce unicamente ad una condizione idrostatica (in cui, cioè, il fluido è in quiete): se il fluido è in movimento si parla di "linea piezometrica".

## Descrizione
Si parla di piano dei carichi idrostatici relativi se non viene considerata la pressione atmosferica. In questo caso esso è rappresentato dalla superficie di separazione tra il fluido considerato e l'aria presente nell'atmosfera (se il fluido non è chiuso in un recipiente ed è a contatto con l'atmosfera). 
Si parla di piano dei carichi idrostatici assoluti se viene considerata la pressione atmosferica e, di conseguenza, le pressioni calcolate prendendo come riferimento questo piano sono quelle assolute.
{\displaystyle z_{0}=z_{n}+{P_{N}' \over \gamma }}
dove:
- {\displaystyle P_{N}'} è la pressione assoluta nel punto N
- {\displaystyle \gamma } è il peso specifico
- {\displaystyle z_{n}}  è la profondità nel punto N

Mentre è possibile che un fluido si trovi al di sopra del suo piano dei carichi idrostatici relativi (in questo caso è in depressione, cioè ad una pressione minore di quella atmosferica), non è possibile che questo avvenga con il piano dei carichi idrostatici assoluti: in questo caso, infatti, significherebbe che il fluido si trova ad una pressione minore dello zero assoluto, condizione che è impossibile.
Il piano dei carichi idrostatici è un importante riferimento per il calcolo delle pressioni idrostatiche: esso infatti è il sistema di riferimento dal quale si calcolano gli affondamenti presenti nella legge di Stevino.